# 赵林山
赵林山（1933年—2011年12月23日），男，山东肥城人，中华人民共和国政治人物，曾任中共德州地委书记，山东省人大常委会副主任，第七届全国人大代表。